# 飛馬座V342
HR 8799是一顆位於飛馬座，距離地球129光年（39秒差距）的年輕（～6,000萬年）主序星，質量大約是太陽的1.5倍，光度約為4.9倍。這個系統包含了部份的岩屑盤和至少3顆大質量行星（與北落師門 b相同，是第一批軌道以直接影像被證實的系外行星）。HR 8799是耶魯亮星星表所使用的標識與編號。這顆星是劍魚γ型變星：它的光度改變是表面非徑向上的脈動造成的；這顆星也是牧夫座λ型星，這意味著它的表層是被耗盡鐵峰頂元素，這也許可以歸咎於金屬的吸積缺乏拱星氣體（星周氣體）。它是唯一已知同時是劍魚座γ型變星、牧夫座λ型星和類織女星（因為拱星盤而造成紅外線過量）的恆星。

## 光譜類型和金屬性
恆星HR 8799是分類為牧夫座λ型星的成員之一，這是在大氣上層金屬異常豐盈的一類特殊恆星族群。因為這種特別的狀態，HR 8799有著非常複雜的光譜，與明銳的氫線和恆星的有效溫度最吻合的光譜類型是F0 V，但是強烈的鈣II K線和金屬線卻更像A5 V，因此它的光譜被標示為牧夫座kA5 hF0 mA5 V; 。
對這顆恆星光譜的詳細分析顯示它的碳和氧與太陽比較有輕微的過量（大約各是30%和10%）。有一些牧夫座λ型星的硫有著與太陽相似的豐度，但是HR 8799沒有這種情形，它的硫豐度只有太陽的35%。它同樣缺乏比鈉更重的元素，例如鐵豐度只有太陽的28%。對牧夫座λ星震的觀察建議這些怪異的豐度樣式只被限制在表面：大部分的組成可能都是正常的。這也許暗示觀測到的元素豐度只是因吸積而環繞在恆星周圍的氣體是缺乏金屬的。

## 行星系統
在2008年11月13日，加拿大赫茲伯格天體物理學院的克莉斯汀馬洛斯宣布他們的團隊使用在夏威夷的凱克天文台和雙子星天文台的望遠鏡直接觀測到3顆環繞著HR 8799的系外行星，在這兩個情況下是使用了自適應光學以紅外線觀測。稍後，在使用新的影像處理技術後，從新回顧哈伯太空望遠鏡在1998年使用NICMOS拍攝的影像中也找到了最外圍的那顆系外行星。最外圍的那顆行星正好位於像太陽古柏帶一樣的灰塵盤。它是在距離地球300光年的範圍內環繞恆星的盤面中最重的一個，並且有類地行星在內的系統。
行星d、c和b的軌道半徑分別是相對於土星、天王星和海王星的2至2.5倍，因為平方反比定律聯繫起輻射密度與來源的距離，可以比較輻射強度與距離的關係為{\displaystyle \scriptstyle {\sqrt {4.9}}} = 2.2，即與HR 8799的距離是太陽系內的2.2倍，意味著在HR 8799系統內的行星接受到的輻射數量是與太陽系的行星相當的。
這些天體的質量已經接近行星質量的上限，如果他們超過木星質量的13倍，他們就足以引發在核心的氘進行核融合，依據國際天文聯合會的系外行星工作小組的定義，就將成為合格的棕矮星 。如果對質量的估計是正確的，HR 8799的系統就會是第一個被直接觀察到的多星系外行星系。通過與2004年的觀測比較，証實了這些行星的運動是逆時針方向，發現的論文同時建議軌道是接近圓形並且幾乎是以正面朝向地球，動力學的模擬要求這些行星必須有比目前假設更低的質量，否則系統在比目前恆星年齡更短的時間尺度上是不穩定的。如果在內側的兩顆行星有2:1的共振，系統會更為穩定，這也暗示了最內側行星的離心率會超過0.04的程度，以匹配觀測上的限制。如果這些行星有1:2:4的軌道共振（類似於木星內側3顆伽利略衛星：艾歐、歐羅巴和甘尼米德的拉普拉斯共振），在演化模型上行星系統將會有最穩定的質量。 如果證實了，HR 8799的行星系統將是第一個被觀測的多重共振系外行星系。這樣的系統即使將質量增加至目前的1.9倍，依然能夠保持穩定的狀態。

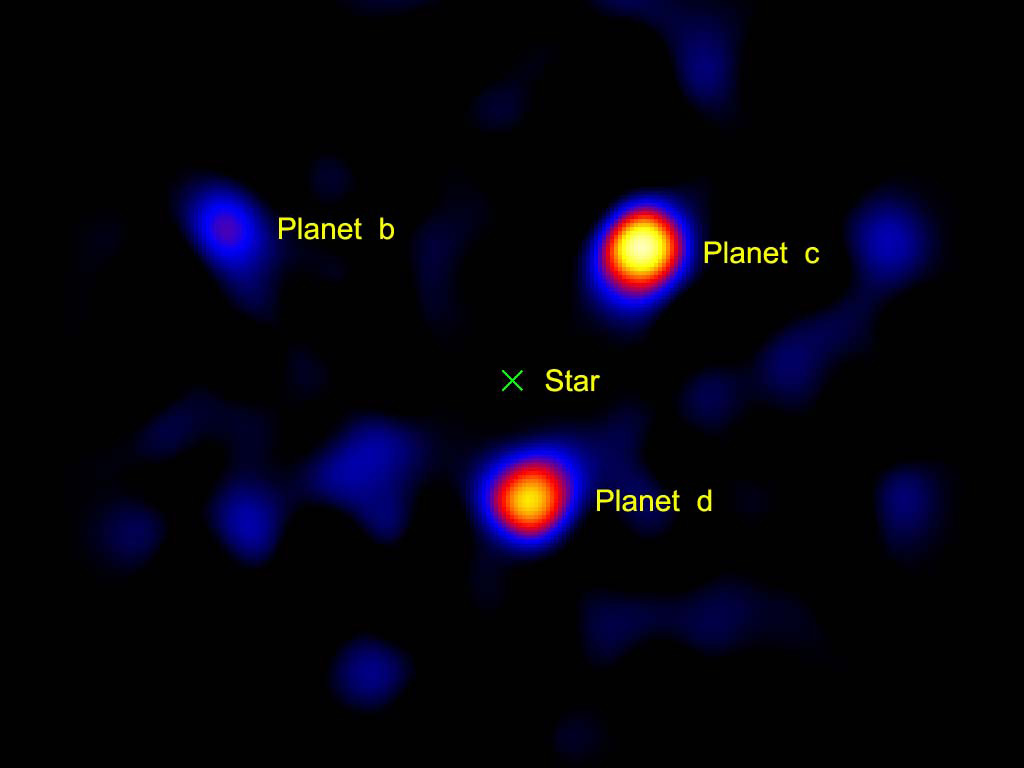
由威尔逊山天文台1.5米望遠鏡上的旋風星冕儀（Vortex coronograph）拍攝的飛馬座V342三顆行星影像。

| 成員 (依恆星距離) | 质量      | 半長軸 (AU) | 轨道周期 (天) | 離心率 | 傾角 | 半径 |
| ----------------- | --------- | ----------- | ------------- | ------ | ---- | ---- |
| e                 | 7+3 −2 MJ | ~ 14.5±0.5  | ~ 45          | ?      | —    | —    |
| d                 | 10±3 MJ   | ~ 24        | ~ 100         | >0.04  | —    | —    |
| c                 | 10±3 MJ   | ~ 38        | ~ 190         | ?      | —    | —    |
| b                 | 7+4 −2 MJ | ~ 68        | ~ 460         | ?      | —    | —    |
| Dust disk         | 75 AU     | 75 AU       | 75 AU         | 75 AU  | —    | —    |

## 註解
1. ↑  這顆恆星屬於牧夫座λ型的特殊恆星，因此觀測到的豐度可能不能反映整個恆星的豐度。
2. ↑  這樣的離心率是以HR 8799 c有著2:1的軌道共振，而仍能穩定的限制所建議的。

## 外部連結
维基共享资源上的相關多媒體資源：飛馬座V342
- http://news.yahoo.com/s/space/20090401/sc_space/hiddenplanetdiscoveredinoldhubbledata （页面存档备份，存于）